# Cleistogaam

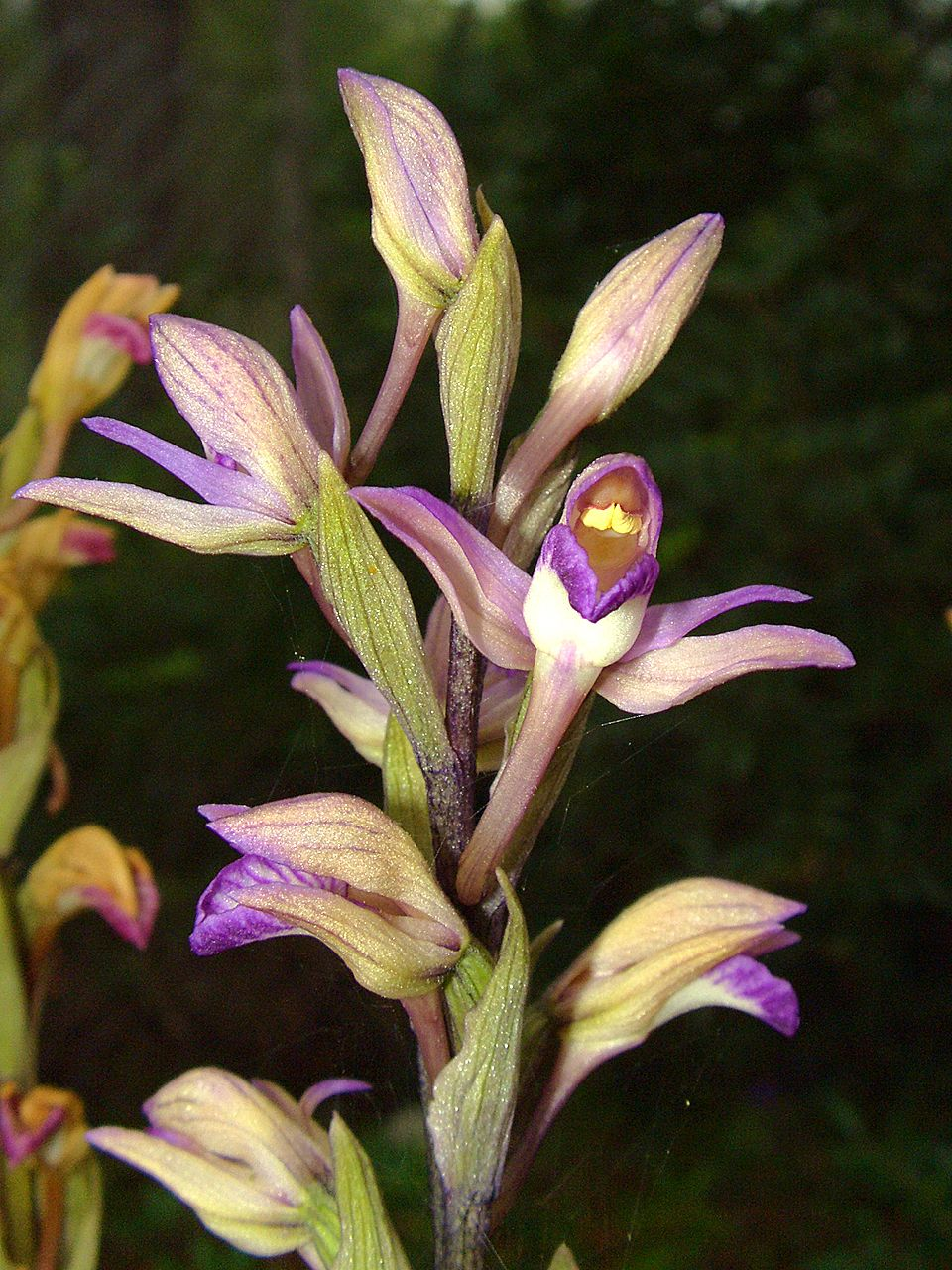
Paarse aspergeorchis met geopende bloemen. Onder bepaalde omstandigheden heeft de paarse aspergeorchis gesloten cleistogame bloemen.

Cleistogaam, van Griekse kleistos (verborgen) en gamos (bevruchting) is een verzamelnaam voor bloemen die zich niet openen. Ze kunnen daardoor niet door insecten of de wind bestoven worden. Voorbeelden zijn de in de zomer gevormde bloemen van maarts viooltje en bosviooltje, de middelste en onderste bloeiwijzen van glad vingergras, de bij slecht weer gevormde bloemen van hoenderbeet, de bloemen van de groene wespenorchis en de onder bepaalde omstandigheden gevormde bloemen van de paarse aspergeorchis.
Door zelfbestuiving komen ze toch tot zaadvorming en voortplanting. Dit gebeurt dikwijls laat in het seizoen, nadat andere bloemen al uitgebloeid zijn. Ook alleenstaande bloemen kunnen op deze manier toch tot voortplanting komen. Dit is daarom een mogelijke strategie voor pioniersplanten.